# FC Badalona Women
Fútbol Club Badalona Women  ist ein 1983 gegründeter spanischer Fußballklub aus Badalona, der gegenwärtig ausschließlich Frauenmannschaften betreibt.

## Geschichte

### FC Levante Las Planas
Im Jahr 1983 fusionierten in Sant Joan Despí, nahe Barcelona, die beiden Klubs UD Rayo Planense und UP Bética unter dem neuen Namen Fútbol Club Levante Las Planas. Die erste Mannschaft der Herren spielte fortan in der katalanischen Regionalliga.
Im Jahr 1998 wurde schließlich eine Frauenfußballabteilung gegründet und die erste Mannschaft stieg zur Saison 2008/09 erstmals in die zweite Spielklasse auf. Ein großer Erfolg glückte den Damen 2011/12, Levante Las Planas gewann zunächst ihre Regionalgruppe und setzte sich in der Folge im Aufstiegs-Playoff gegen Fundación Albacete und UD Tacuense durch um in die Primera División aufzusteigen. In der Saison 2012/13 erreichte die Mannschaft durch einen 11. Platz den Klassenerhalt, ein Jahr später belegte der Klub jedoch nur den 16. und letzten Platz und es erfolgte der Abstieg in die Segunda División. 2017/18 erreichte Levante Las Planas nur den 12. Platz in der Gruppe 3 und musste somit den Weg in die Regionalliga antreten. Nach dem sofortigen Aufstieg in die neu geschaffene Primera División Nacional gelang der Mannschaft 2020/21 der erste Platz in der Gruppe 3 und durch ein 4:2 nach Hin- und Rückspiel im anschließenden Play-off gegen CDE Getafe Femenino erreichte das Team die zweite Spielklasse. Auch 2021/22 gestaltete sich für Levante Las Planas sehr erfolgreich, mit dem ersten Platz in der Gruppe Nord glückte der Durchmarsch in die Primera División. Dort konnte sich die erste Frauenmannschafts in den folgenden Jahren halten.

### Umzug nach Badalona
Im Juli 2024 verkündete der Klub zunächst, dass die mittlerweile professionalisierte Frauenmannschaft ins unweit gelegene Badalona übersiedeln, im gemeindeeigenen Stadion antreten und fortan unter dem Namen FC Levante Badalona spielen soll. Die Nachwuchs- und Herrenmannschaften sollten jedoch weiter in Sant Joan Despí verbleiben und weiterhin die alten Bezeichnung FC Levante Las Planas tragen. Diese Entscheidung führte jedoch zu einem Konflikt mit der Gemeinde Sant Joan Despí, die daraufhin die Mietverträge des Stadions Camp Municipal de Les Planes kündigte. 38 Mannschaften des Klubs verloren durch diese Maßnahme ihre Trainings- und Wettkampfstätte und mussten geschlossen werden. Der FC Levate Badalona verlor damit die komplette Herrensektion sowie einen Großteil der Nachwuchsteams. Auch in ihrer neuen Heimatgemeinde Badalona führte die Übersiedelung jedoch zu Konflikten. Der traditionsreiche Frauenfußballverein CE Seagull, der seit Jahren seine Heimstätte im Estadi Municipal de Badalona hatte, beklagte sich über die Ungleichbehandlung im Vergleich zum Neuankömmling und wurde dabei auch von Oppositionspolitikern im Gemeinderat unterstützt.
Im Laufe der Saison 2024/25 wandelte sich der Verein in eine Sportaktiengesellschaft (SAD, Sociedad Anonima Deportiva) um und änderte im Juli 2025 schließlich den Namen in FC Badalona Women. Der Klub unterhält nunmehr ausschließlich Frauenmannschaften. Da in Badalona jedoch kein Naturrasenplatz zur Verfügung steht, muss die erste Mannschaft in der Saison 2025/26 provisorisch im Estadi Palamós Costa Brava, im etwa 100 km entfernten Palamós spielen.

## Bekannte Spielerinnen
- Pamela Tajonar